# Hebius nicobariense
Hebius nicobariense är en ormart som beskrevs av Sclater 1891. Hebius nicobariense ingår i släktet Hebius och familjen snokar. Inga underarter finns listade i Catalogue of Life.
Denna orm förekommen endemisk på ögruppen Nikobarerna som tillhör Indien. Honor lägger ägg.